# Oh digga
Oh digga è un singolo della rapper kosovaro-svizzera Loredana e del rapper kosovaro Mozzik, pubblicato il 25 giugno 2021 come secondo estratto dal primo album collaborativo No Rich Parents.

## Video musicale
Il video musicale è stato reso disponibile in concomitanza con l'uscita del brano.

## Tracce
Testi di Loridana Zefi, Gramoz Aliu, Lennard Oestmann, Marco Tscheschlok e Smajl Shaqiri, musiche di Jumpa e Smajl Shaqiri.
1. Oh digga – 2:26

## Classifiche
| Classifica (2021) | Posizione massima |
| ----------------- | ----------------- |
| Austria           | 44                |
| Germania          | 27                |
| Svizzera          | 27                |